# Міллеризм
Міллеризм — протестантська релігійна течія, пов'язана з вченням американського фермера Вільяма Міллера, баптистського пастора і колишнього капітана армії США. Відмінною рисою міллеріанства є віра в якнайскоріший другий прихід Христа. Міллеризм - термін, який використовується для опису руху Міллера між 1831 і 1844 роками, і самоназваний як адвентизм. Тому майже всі сучасні церкви, що походять від цього руху, відомі під цією назвою. 

## Пробудження Адвенту
Міллер був переконаний, що в Біблії міститься прихована дата другого пришестя Ісуса Христа на Землю і Страшного суду. На основі вивчення і тлумачення Святого Письма, зокрема пророцтва, що міститься в Книзі пророка Даниїла (Дан. 8:14), він спочатку прийшов до висновку, що Месія прийде на Землю приблизно в 1843 році.
Цей рух релігійного відродження між 1831 і 1844 роками, насамперед у США, отримав назву "Адвент-пробудження" або рух Другого Адвенту, оскільки в його основі лежала віра у швидке друге пришестя Ісуса Христа. На основі пророцтв з біблійної Книги пророка Даниїла дата була визначена на 22 жовтня 1844 року. Рух послідовників Міллера незабаром налічував понад сто тисяч прихильників. Багато хто продав свої господарства і покинув роботу, зосередившись на покаянні та проповіді Євангелія. 

## Велике розчарування
Відсутність очікуваної появи Месії 22 жовтня 1844 року породило подію історичну подію, названу пізніше великим розчаруванням. Після розчарування деякі послідовники руху визнали розрахунки неправильними, іноді наводячи інші можливі дати, а деякі приписували їм інше значення.
В результаті розчарування багато тисяч тих, хто брав участь у міллерівському русі, відійшли від нього. Деякі з них, однак, звернулися до Біблії у пошуках причин свого розчарування. Незабаром вони дійшли висновку, що вищезгадана дата була розрахована правильно, але міллеристи неправильно витлумачили події навколо неї. Пошуковці дійшли до думки, що біблійне пророцтво передбачало, що Ісус не повернеться у 1844 році, але тоді він розпочне особливе служіння на небесах для тих, хто піде його слідами. Вони витлумачили пророцтво як прихід Ісуса Христа у найсвятіше місце небесного храму і початок другого етапу Його посередництва для остаточного очищення спасенних від гріха перед Його поверненням на Землю. Відтак вони почали сповідувати віру в первосвященицьке служіння Ісуса Христа в небесному храмі, аналогу колишнього земного храму. 

## Послідовники справи
Частина міллеристів, які вирішили продовжити традиції свого засновника, об'єдналися навколо Церкви євангельських адвентистів, спочатку найчисельнішої з усіх адвентистських церков, нині неіснуючої. Від неї відокремилася Християнська церква адвентистів, сьогодні найбільша з адвентистських церков, що святкують неділю.

### Адвентисти сьомого дня
Невелика група колишніх учасників "Пробудження Міллера", які пояснили своє розчарування неправильним тлумаченням "храму" в Дан. 8:14, незабаром внутрішньо консолідувалася і дала початок найбільшій із сучасних адвентистських церков — Церкві адвентистів сьомого дня. На появу цього нового руху величезний вплив мала Еллен Уайт.
Сьогодні Церква адвентистів сьомого дня не є єдиним представником віровчення адвентизму сьомого дня. Тим важливішими є інші церкви: Реформаційний рух Церкви адвентистів сьомого дня, Реформована церква адвентистів сьомого дня, Церква адвентистів-суботників. Провідною ідеєю серед адвентистів є насамперед Друге пришестя Господнє. Сьогодні адвентисти сьомого дня — єдині християни, які богословськи сповідують віру в існування скинії Господньої на небесах (небесного храму), де первосвящеником є сам Ісус Христос. Цей храм був зразком для храму в Ізраїлі (показаний Мойсею Богом на горі Синай - Вихід 25:8-9).
Деякі з постулатів мілеріанського руху, спочатку надконфесійного, вплинули також на Рух Дослідників Біблії (Свідків Єгови) та інші конфесії. 